# Ethniko Dasiko Parko Rizoelias
Ethniko Dasiko Parko Rizoelias este o arie protejată (arie specială de conservare — SAC, sit de importanță comunitară — SCI, arie de protecție specială avifaunistică — SPA) din Cipru întinsă pe o suprafață de 123,77 ha, integral pe uscat.

## Localizare
Centrul sitului Ethniko Dasiko Parko Rizoelias este situat la coordonatele 34°56′27″N 33°34′17″E / 34.9407°N 33.5714°E.

## Înființare
Situl Ethniko Dasiko Parko Rizoelias a fost declarat sit de importanță comunitară în mai 2004 pentru a proteja 34 de specii de animale. Alte tipuri de protecție:
- arie de protecție specială avifaunistică (în decembrie 2009)
- arie specială de conservare (în iulie 2021)[1][2][3]

## Biodiversitate
Situată în ecoregiunea mediteraneană, aria protejată conține 4 habitate naturale: Vegetație gipsofilă iberică (Gypsophiletalia), Matorral arborescenți cu Zyziphus, Sarcopoterium spinosum phryganas, Pseudostepă cu ierburi și specii anuale de Thero-Brachypodietea.
La baza desemnării sitului se află mai multe specii protejate de  păsări (34): ciocârlie-de-câmp (Alauda arvensis), fâsă de luncă (Anthus pratensis), fâsă de pădure (Anthus spinoletta), fâsă de pădure (Anthus trivialis), lăstunul mare (Apus apus), rândunică roșcată (Cecropis daurica), lăstun de casă (Delichon urbicum), presură sură (Emberiza calandra), Emberiza melanocephala, măcăleandru (Erithacus rubecula), vânturel de seară (Falco vespertinus), cinteză (Fringilla coelebs), Iduna pallida, sfrâncioc cu cap roșu (Lanius senator), prigoare (Merops apiaster), mierlă albastră (Monticola solitarius), codobatură galbenă (Motacilla alba), codobatura galbenă (Motacilla flava), muscar sur (Muscicapa striata), pietrar mediteranean (Oenanthe hispanica), Oenanthe isabellina, pietrar sur (Oenanthe oenanthe), codroș de munte (Phoenicurus ochruros), pitulice de munte (Phylloscopus collybita), pitulice sfârâitoare (Phylloscopus sibilatrix), pitulice-fluierătoare (Phylloscopus trochilus), mărăcinar (Saxicola rubetra), mărăcinar negru (Saxicola torquatus), turturică (Streptopelia turtur), silvie cu cap negru (Sylvia atricapilla), silvie de câmp (Sylvia communis), mierlă (Turdus merula), sturz-cântător (Turdus philomelos), pupăză (Upupa epops).
Pe lângă speciile protejate, pe teritoriul sitului au mai fost identificate 7 specii de reptile.